# Luna (Apayao)
Luna (Bayan ng  Luna), anteriormente conocido como Macatel, es un municipio filipino de primera categoría perteneciente a la provincia de Apayao en la Región Administrativa de La Cordillera, también denominada Región CAR.

## Geografía
Tiene una extensión superficial de 606.04 km² y según el censo del 2007, contaba con una población de 16.431 habitantes y 2.776 hogares; 18.029 habitantes el día primero de mayo de 2010

### Barangayes
Luna se divide administrativamente en 21 barangayes o barrios, 19 de carácter rural y los dos restantes: Población y San Isidro del Sur, de carácter  urbano.
| - Bacsay - Capagaypayan - Dagupan - Lappa - Marag - Población - Quirino | - Salvación - San Francisco - San Isidro del Norte - San Sebastián - Santa Lina - Tumog - Zumigui | - Cagandungan - Calabigan - Cangisitan - Luyon - San Gregorio - San Isidro del Sur - Shalom - Turod |

## Historia
Su antiguo nombre era Macatel y fue renombrado como Luna en honor de su fundador,  el explorador Ilocano Antonino Barroga de Dingras.
Pudtol, Flora y Santa Marcela,  originalmente formaban parte de municipio de  Luna de Apayao.